# Джордан, Фрэнк
Фрэнсис Майкл Джордан (англ. Francis Michael Jordan; род. 20 февраля 1935, Сан-Франциско, Калифорния, США) — американский политик, 40-й мэр Сан-Франциско (1992—1996) и бывший начальник департамента полиции Сан-Франциско. Член Демократической партии США.

## Биография

### Ранняя жизнь и образование
Джордан родился 20 февраля 1935 в Сан-Франциско и получил образование в Соборе Святого сердца в 1953. Изучал политологию в Университете Сан-Франциско до 1975.

### Карьера в полиции
Джордан начал свою карьеру в полиции в 1957. Был назначен начальником департамента полиции Сан-Франциско на тот момент мэром Сан-Франциско Дайэнн Файнстайн в 1986.

### Мэр Сан-Франциско
Джордан сменил Арта Агноса на посту мэра Сан-Франциско в период с 1992 по 1996. Он продолжил кампанию Агноса по борьбе с "Еда вместо бомб" и ввёл программу "Матрица", которая была направлена на решение проблемы бездомных в городе. За время своего нахождения на посту Джордан сыграл роль в поддержке Сан-Франциско Джайентс и регулировании бюджета города. Джордан проиграл на выборах 1995 года Уилли Брауну. На выборах 1999 года Джордан выдвинул свою кандидатуру, но оказался третьим, после Уилли Брауна и Тома Аммиано.